# Parque de Santa Cruz

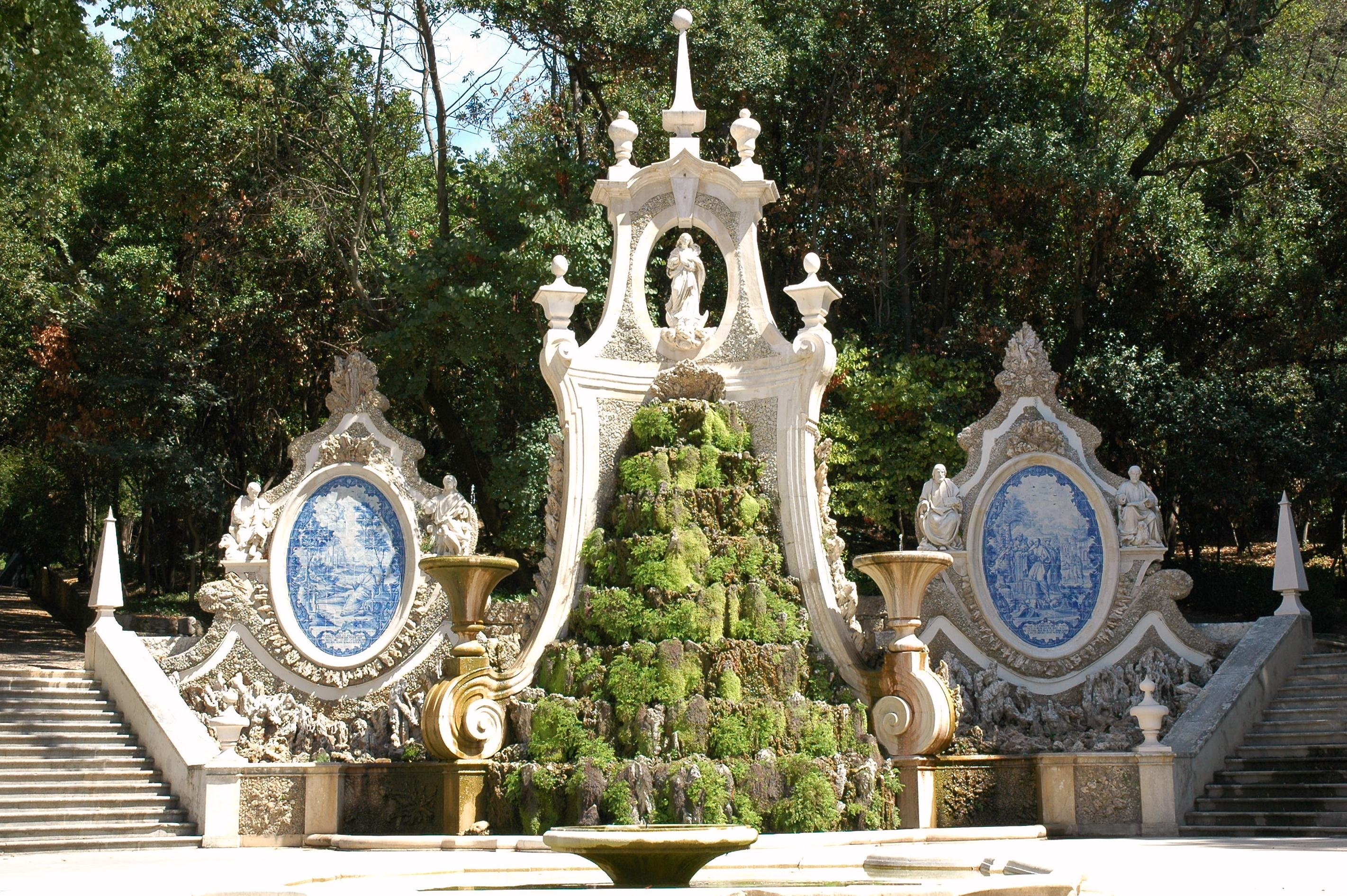
Parque de Santa Cruz: cascata.

O Parque de Santa Cruz, popularmente conhecido por Jardim da Sereia, localiza-se na freguesia da Sé Nova, Santa Cruz, Almedina e São Bartolomeu, na cidade, município e distrito de Coimbra, em Portugal.
O Parque de Santa Cruz encontra-se classificado como Imóvel de Interesse Público desde 1970.

## História
Este espaço foi entregue em 1131 aos Cónegos Regrantes de Santo Agostinho, que iniciaram a exploração da Quinta de Santa Cruz.
No século XVIII, D. Gaspar da Encarnação promoveu o seu arranjo, tornando-o num espaço de lazer, tendo aí sido construído o campo de jogos (da  Péla) e, simultaneamente, um jardim de descanso e meditação em estilo barroco.

## Características
A entrada do jardim, que é feita pela Praça da República, apresenta três estátuas que representam a Fé, a Caridade e a Esperança, culminando com uma cascata.
Subindo as escadas, encontramos a Fonte da Nogueira com uma estátua que representa um tritão abrindo a boca a um peixe, de onde corre a água para a fonte, o que explica a designação popular de jardim da "Sereia".
Na Alameda de Santo Agostinho, é possível admirar um painel de azulejos alusivos ao Santo.

## Flora e fauna
A sua vegetação é constituída por diversas árvores de porte como o Cedro branco ("Chamaecyparis lawsoniana"), o Cedro do Himalaia ("Cedrus deodara"), o Pinheiro de Norfolk ("Araucaria heterophylla"), o Pinheiro do Brasil ("Araucaria angustifolia") e a Tuia da China ("Platycladus orientalis"). Neste parque também é possível admirar espécies de áceres como o Plátano bastardo ("Acer pseudoplatanus"), o Bordo dos rios ("Acer platanoides"), e o Bordo negundo ("Acer negundo").
Outras espécies exóticas podem ser observadas como o Loendro ("Nerium oleander"), a Azálea ("Rhododendron spp.") o Alfenheiro ("Ligustrum japonicum") e o Loureiro cerejo ("Prunus laurocerasus").
No estrato arbustivo ocorrem espécies como o Sabugueiro ("Sambucus nigra") e o Loureiro ("Laurus nobilis"), enquanto que no estrato herbáceo prolifera o Acanto ("Acanthus mollis"), a Erva de São Roberto ("Geranium robertianum"), a Campânula azul ("Ipomoea indica"), o Dente de Leão ("Taraxum") e a Ervilhaca trepadora ("Vicia sativa").
Podem ainda observar-se, entre as fendas dos muros e rochas, plantas como as hepáticas, e pteridófitas como a selaginela ("Selaginella denticulata"), a língua cervina ("Phyllitis scolopendrium") e o polipódio ("Polypodium australe").
Por entre as árvores encontramos a hera "Hedera helix".
De entre as espécies de aves que se encontram no parque, destacam-se a toutinegra de barrete preto ("Sylvia atricapilla"), o pisco de peito ruivo ("Erithacus rubecula") ou o chapim real ("Parus major"), sendo o mais emblemático o melro ("Turdus merula").
As pequenas linhas de água que atravessam o parque, proporcionam condições para a existência da salamandra de pintas amarelas ("Salamandra salamandra"), o tritão verde ("Triturus marmoratus") e uma interessante colónia de sapos parteiros ("Alytes obtetricans").